# أكيرا كاواشيما
أكيرا كاواشيما (باليابانية: 川島明؛ بالكانا: かわしま あきら) هو ممثل هزلي ‏ ياباني، ولد في 3 فبراير 1979 في يوجي في اليابان.